# Bachelor
En bachelor eller bachelorgrad (latin: baccalaureus) er en akademisk grad, som erhverves når man har fuldført og bestået en videregående uddannelse, typisk af mindst tre års varighed, inden for et specifikt fagområde. En bachelorgrad er normalt på lavere niveau end en kandidat- eller mastergrad, men er en forudsætning for at kunne læse videre og opnå en højere grad.
Bachelorgraden har sin rod i baccalaureus-graden, der eksisterede ved alle universiteter i middelalderen. I nogle lande blev den med tiden afskaffet, men i bl.a. England og Frankrig bevarede man den, og dens nuværende internationale betegnelse, bachelor, er hentet fra de engelsktalende lande.

## Bachelorgrader i Danmark
Bachelorgraden er i sin nuværende form relativt ny i Danmark, da man i 1775 forlod brugen af baccalaureus-graden. Bachelorgraden blev genindført på de fleste danske universitetsuddannelser fra efteråret 1993, dog blev det allerede i 1988 besluttet at 3 års fuldstidstudie på universitetet gav ret til en bachelorgrad.
Der findes to forskellige slags bachelorgrader i Danmark:
- Universitetsbachelor – en akademisk grad, der tildeles af et universitet.
- Professionsbachelor – en ikke-akademisk grad, der tildeles af en professionshøjskole eller et erhvervsakademi.

Professionsbachelorgraden tildeles efter gennemførelse af en mellemlang videregående uddannelse (MVU).

### Universitetsbachelor
Universitetsbacheloren er en universitetsgrad, man kan få efter at have fuldført 3 års fuldtidsstudier ved et universitet. I Danmark findes følgende tre bachelorgrader på universiteterne:
- Bachelor of Science (BSc), der opnås på baggrund af en bacheloruddannelse med hovedvægt inden for det naturvidenskabelige, lægevidenskabelige eller teknisk-videnskabelige område.
- Bachelor of Arts (BA), der opnås på baggrund af en bacheloruddannelse med hovedvægt inden for det humanistiske, teologiske eller juridiske område.

Både Bachelor of Science og Bachelor of Arts kan opnås ved uddannelser inden for det samfundsvidenskabelige område, alt efter det konkrete uddannelsesindhold.
I den engelsktalende verden er Bachelor of Science traditionelt og stadig en teknisk uddannelse som udklækker ingeniører, astronomer, fysikere, matematikere, kemikere og meget mere. Sådan var det også førhen i Danmark, hvor Teknikum (som var en betegnelse for en statsanerkendt ingeniørhøjskole), eksempelvis uddannede Bachelorer med diverse ingeniørspecialer, fysikspecialer etc. Indholdet af disse uddannelser var præcis det samme, som man stadig i dag ser det hos eksempelvis University of Oxford.[kilde mangler] I dag er Teknikum nedlagt og ingeniørerne bliver i dag kaldt diplomingeniør, hvilket er en mere teknisk end videnskabelig målrettet uddannelse, som har sin rod i Tyskland.
Kort sagt, da det er komplekst, er Bachelor of Engineering (BEng), trods mange misforståelser og selvmodsigelser fra selv det offentlige Danmark fuldt akademisk anerkendt både i alle tænkelige danske og internationale akademiske og faglige relationer. Den er også de facto anerkendt via specifikke ansættelseskrav og lovkrav inden for sikkerhed og mange andre brancher, der fuldt ligestiller civil- og diplomingeniører, og hvor selv relevante masteruddannede naturvidenskabelige personer sjældent vil kunne ligestilles.[kilde mangler] Se Diplomingeniør for mere information.

### Professionsbachelor
Professionsbachelorgraden blev oprettet i 2001, blandt andet som led i en øget internationalisering af de danske uddannelser. Professionsbachelorgraden tildeles ved gennemførelsen af en lang række af mellemlange videregående uddannelser (MVU) på et erhvervsakademi, en professionshøjskole eller et universitet.
Dette gælder f.eks. uddannelserne til:
- Ernæring og sundhed
- Bygningskonstruktør
- Webudvikler
- Offentlig administration
- Socialrådgiver
- Skolelærer
- Fysioterapeut
- Pædagog
- Sygeplejerske
- Jordemoder
- Journalist
- Radiograf
- Bioanalytiker
- Ergoterapeut

Flere uddannelser udbydes både som professionsbachelorer og universitetsbachelorer og -kandidater. Det gælder f.eks. professionsbacheloren til journalist på Danmarks Medie- og Journalisthøjskole (DMJX) og universitetsuddannelsen i journalistik på både Syddansk- og Roskilde Universitet. Også pædagogik udbydes som professionsbachelor på en lang række institutioner i Danmark, men også som universitetsbachelor på Københavns og Roskilde Universitet.
Professionsbacheloren er kendetegnet ved at have et særligt samspil mellem teori og praksis:
- en praksisviden og erfaring inden for en profession (teknik, kultur, værdier og regler), samt
- en faglighed, der bygger på teoretisk, videnskabeligt og professionsetisk grundlag.

Professionsbacheloruddannelserne foregår på landets erhvervsakademier og professionshøjskoler. Den officielle danske betegnelse er professionsbachelor i (engelsk oversættelse: Bachelor of/in) med efterfølgende angivelse af professionens betegnelse – eksempelvis professionsbachelor i optometri (engelsk: Bachelor in Optometry). Titlen forkortes prof.bach. eller Pb.

## Eksterne kilder, links og henvisninger
1. ↑  "bachelor" i Den Store Danske. Hentet 2. april 2019.
2. ↑  "Professionsbacheloruddannelser", UddannelsesGuiden, Undervisningsministeriet, hentet 14. maj 2022
3. ↑  "Journalist", UddannelsesGuiden, Undervisningsministeriet, hentet 14. maj 2022
4. ↑  "Journalistik på SDU", UddannelsesGuiden, Undervisningsministeriet, hentet 14. maj 2022
5. ↑  "Journalistik", ruc.dk, Roskilde Universitet, hentet 14. maj 2022
6. ↑  "Pædagog", UddannelsesGuiden, Undervisningsministeriet, hentet 14. maj 2022
7. ↑  "Pædagogik", UddannelsesGuiden, Undervisningsministeriet, hentet 14. maj 2022

- Bekendtgørelse om bachelor- og kandidatuddannelser ved universiteterne (uddannelsesbekendtgørelsen)
- Lov om erhvervsakademiuddannelser og professionsbacheloruddannelser
- Den Store Danske - Professionsbachelor
- Den Store Danske - Bachelor